# Віктор Джуканович
Віктор Джуканович (чорн. Viktor Đukanović, нар. 29 січня 2004, Никшич, Чорногорія) — чорногорський футболіст, вінгер шведського клубу «Гаммарбю» та національної збірної Чорногорії. На умовах оренди грає у Словаччині за ДАК (Дунайська Стреда).

## Ігрова кар'єра

### Клубна
Віктор Джуканович є вихованцем клубів «Сутьєска» та «Будучност». У стані останнього у листопаді 2020 року футболіст дебютував на професійному рівні, вийшовщи на матч Кубку Чорногорії. В першому ж матчі Джуканович відзначився забитим голом. Через кілька днів футболіст зіграв першу гру і у чемпіонаті країни.
В першому ж сезоні Джуканович разом з клубом виграв чемпіонат Чорногорії та національний кубок.
У січні 2023 року Джуканович перейшов до шведського клубу «Гаммарбю», з яким підписав контракт на п'ять років.

### Збірна
14 червня 2022 року у матчі Ліги націй проти команди Румунії Віктор Джуканович дебютував у національній збірній Чорногорії.

## Титули
Будучност
 Чемпіон Чорногорії: 2020/21
 Переможець Кубка Чорногорії (2): 2020/21, 2021/22